# Saliwino (Kaliningrad)
Saliwino (russisch Заливино, deutsch Labagienen, 1938–1945 Haffwinkel und Rinderort) ist ein Ort in der russischen Oblast Kaliningrad. Er gehört zur kommunalen Selbstverwaltungseinheit Stadtkreis Polessk im Rajon Polessk. Zu Saliwino gehört auch das ehemalige Klein Reikeninken.

## Geographische Lage
Saliwino liegt am Südufer des Kurischen Haffs westlich der Mündung der Deime (russisch: Deima). Von der Rajonstadt Polessk (Labiau) aus führt die Kommunalstraße 27K-148 über Podsobny (Groß Reikeninken/Reiken) direkt in den Ort. Polessk ist auch die nächste Bahnstation und liegt an der Bahnstrecke Kaliningrad–Sowetsk (Königsberg–Tilsit).

## Geschichte

### Labagienen (Haffwinkel)
Das einst Labagienen genannte Dorf wurde 1874 in den neu errichteten Amtsbezirk Reikeninken (1938–1945 Reiken, heute russisch: Podsobny) eingegliedert, der bis 1945 zum Kreis Labiau im Regierungsbezirk Königsberg der preußischen Provinz Ostpreußen gehörte.
Im Jahre 1910 waren in Labagienen 514 Einwohner registriert. Ihre Zahl stieg bis 1933 auf 551 und belief sich – in dem ab dem 3. Juni 1938 in „Haffwinkel“ umbenannten Ort – im Jahre 1939 auf 547.

### Rinderort / Otkrytoje
Die beiden nordwestlich an Labagienen anschließenden Fischer- und Bauerndörfer Alt Rinderort und Neu Rinderort auf einer sandigen Landzunge direkt am Kurischen Haff gehörten seit 1818 zum neu gebildeten Kreis Labiau und dort zum Domänenamt Labiau. Im Jahr 1832 waren in Alt Rinderort 148 Einwohner und in Neu Rinderort 98 Einwohner registriert. Im Jahr 1874 wurden die Landgemeinden Alt Rinderort und Neu Rinderort in den neu errichteten Amtsbezirk Reikeninken eingeordnet. Im Jahr 1910 betrugen die Einwohnerzahlen von Alt Rinderort und von Neu Rinderort 274 bzw. 240. Am 30. September 1928 wurden die Landgemeinden Alt Rinderort und Neu Rinderort sowie der Forstschutzbezirk Grünwalde zur neuen Landgemeinde Rinderort zusammengefasst. Deren Einwohnerzahl belief sich im Jahr 1933 auf 601 und stieg bis zum Jahr 1939 auf 673.
Im Jahre 1945 kam Rinderort mit den übrigen Orten des nördlichen Ostpreußen zur Sowjetunion. Im Jahr 1947 wurde der Ort in Okrytoje umbenannt und gleichzeitig dem Dorfsowjet Mordowski selski Sowet, dem späteren Tjuleninski selski Sowet, im Rajon Polessk zugeordnet. Später gelangte der Ort in den Golowkinski selski Sowet.

### Saliwino
Im Jahre 1945 kam Haffwinkel mit den übrigen Orten des nördlichen Ostpreußen zur Sowjetunion. Im Jahr 1947 wurde der Ort (als Labagienen) in Saliwino umbenannt und gleichzeitig dem Dorfsowjet Mordowski selski Sowet, dem späteren Tjuleninski selski Sowet, im Rajon Polessk zugeordnet. Später gelangte der Ort in den Golowkinski selski Sowet. Vor 1975 wurde der Ort Otkrytoje an Saliwino angeschlossen. Von 2008 bis 2016 gehörte Saliwino zur Landgemeinde Golowkinskoje selskoje posselenije und seither zum Stadtkreis Polessk.

## Kirche
Die fast ausnahmslos evangelische Bevölkerung Labagienens (resp. Haffwinkels) und Rinderorts war bis 1945 in das Kirchspiel der Stadtkirche Labiau eingepfarrt. Diese gehörte zum Kirchenkreis Labiau in der Kirchenprovinz Ostpreußen der Kirche der Altpreußischen Union. Auch heute besteht – nach Entstehung einer neuen evangelisch-lutherischen Gemeinde in den 1990er Jahren – der kirchliche Bezug zur Kreisstadt. Die Gemeinde ist eine Filialgemeinde der Auferstehungskirche in Kaliningrad (Königsberg) in der Propstei Kaliningrad der Evangelisch-lutherischen Kirche Europäisches Russland.

## Leuchtturm Rinderort
Der erste Leuchtturm Rinderort wurde im Jahr 1868 errichtet. Der markante Klinkerbau aus dem Jahr 1908 war ein wichtiges Signal für den Schiffsverkehr im Haff. Er heißt heute russisch Маяк Лабагинена Majak Labaginena (Leuchtturm Labagienen) und wird nicht mehr als Navigationshilfe genutzt. Die Anlage ist begehbar und steht als Aussichtsturm zur Verfügung. Seit Juli 2020 wurde der Leuchtturm dem Kaliningrader „Museum der Weltmeere“ als externes Exponat übergeben.